# Daniel Bachmann Andersen
Daniel Bachmann Andersen (Sønderborg, 1 de junio de 1990) es un jinete danés que compite en la modalidad de doma.
Participó en los Juegos Olímpicos de París 2024, obteniendo una medalla de plata en la prueba por equipos (junto con Nanna Skodborg Merrald y Cathrine Dufour).
Ganó una medalla de oro en el Campeonato Mundial de Doma de 2022 y dos medallas de bronce en el Campeonato Europeo de Doma, en los años 2021 y 2023.

## Palmarés internacional
| Juegos Olímpicos   | Juegos Olímpicos      | Juegos Olímpicos  | Juegos Olímpicos |
| Año                | Lugar                 | Medalla           | Categoría        |
| ------------------ | --------------------- | ----------------- | ---------------- |
| 2024               | París (Francia)       | Medalla de plata  | Por equipos      |
| Campeonato Mundial |                       |                   |                  |
| Año                | Lugar                 | Medalla           | Categoría        |
| 2022               | Herning (Dinamarca)   | Medalla de oro    | Por equipos      |
| Campeonato Europeo |                       |                   |                  |
| Año                | Lugar                 | Medalla           | Categoría        |
| 2021               | Hagen (Alemania)      | Medalla de bronce | Por equipos      |
| 2023               | Riesenbeck (Alemania) | Medalla de bronce | Por equipos      |